# KTM RC 125

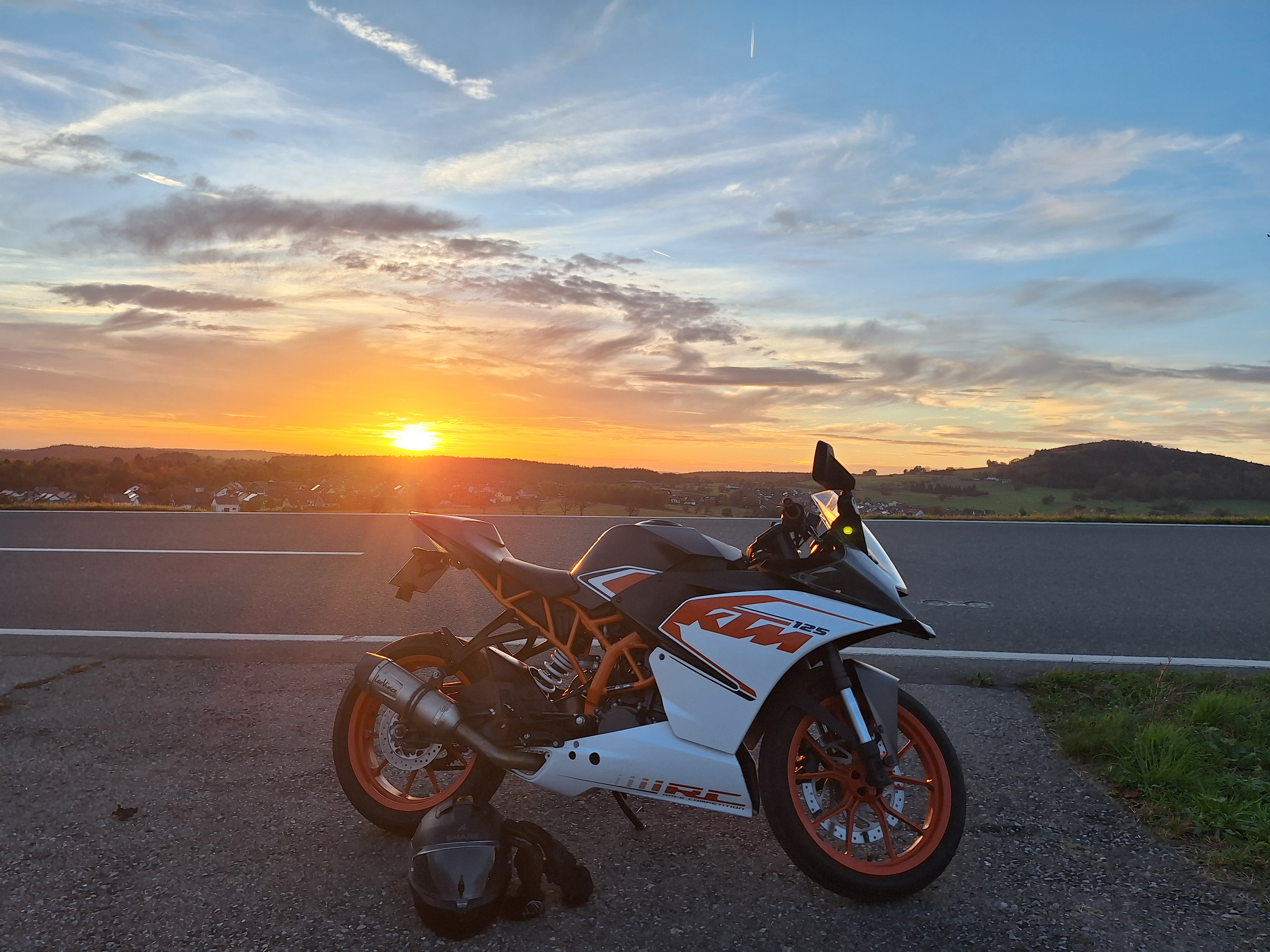
KTM RC 125, Baujahr 2016 mit Sportabgasanlage

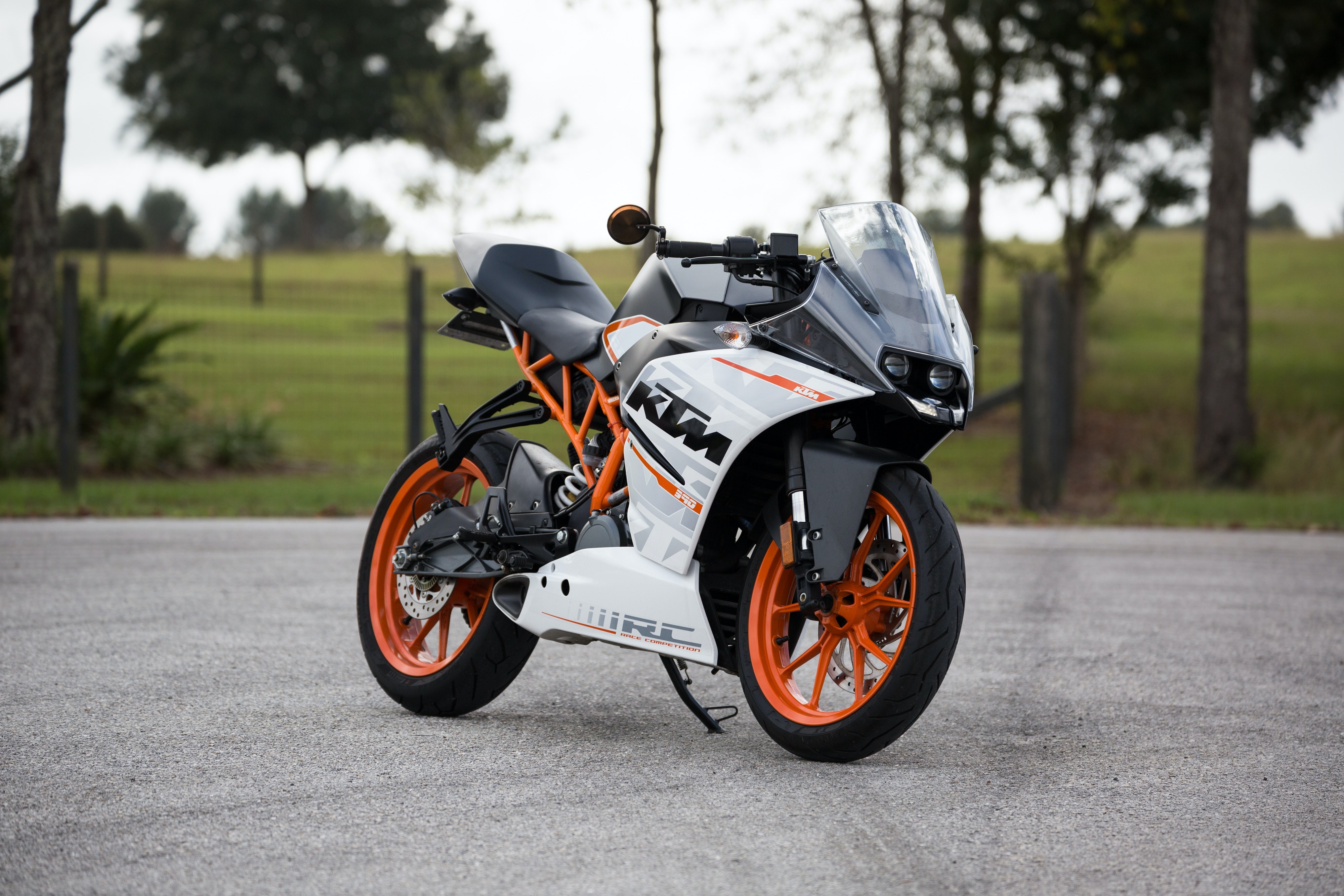
Optisch ähnlich: KTM RC 390, seit Ende 2013

Die KTM RC 125 ist ein verkleidetes Leichtkraftrad des österreichischen Motorradherstellers KTM. Es wurde im August 2014 vorgestellt.
Die KTM RC 125 hat einen 124,7 cm³ Einzylinder-Viertaktmotor mit einer Leistung von 11 kW (15 PS) und einem Drehmoment von 12 Nm, der auch in der KTM 125 Duke verwendet wird. Das Motorrad kann mit der Führerscheinklasse A1 gefahren werden. ABS (Bosch 9MB-Zweikanal-ABS) gehört von Anfang an zur Serienausstattung.

## Technische Daten
|                     | RC 125                                                                                           |
| ------------------- | ------------------------------------------------------------------------------------------------ |
| Motor               | 1-Zylinder, 4-Takt Motor (Flüssigkeitskühlung), zwei obenliegende Nockenwellen und vier Ventile. |
| Hubraum             | 124,7 cm³                                                                                        |
| Leistung            | 11 kW / 15 PS                                                                                    |
| Getriebe            | 6-Gang, Fußschaltung                                                                             |
| Bremsen             | Durchmesser Bremsscheibe: Vorne 300 mm / Hinten 230 mm                                           |
| Rahmen              | Gitterrohrrahmen, pulverbeschichtet                                                              |
| Trockengewicht      | 139 kg                                                                                           |
| Tankinhalt          | 9,5 l                                                                                            |
| Kraftstoffverbrauch | 2,42 l/100 km                                                                                    |
| CO2-Emission        | 56 g/km                                                                                          |